# Velo Veronese
Velo Veronese (Vélo in dialetto locale, Velije in cimbro) è un comune italiano di 766 abitanti della provincia di Verona in Veneto.

## Geografia fisica
Velo Veronese dista circa 30 chilometri da Verona.
Confina a nord-est con Selva di Progno, a sud-est con Badia Calavena, a sud con San Mauro di Saline e ad ovest con Roverè Veronese.
È situato quasi al centro dell'altopiano della Lessinia. Rispetto al capoluogo provinciale è in posizione nord est.
È il terzo comune più alto della provincia (preceduto solo da Erbezzo e Bosco Chiesanuova) ed è una delle località più turistiche della Lessinia. Si colloca tra il monte Stozè e il monte Purga, sulla dorsale tra la Val Squaranto e la Val d'Illasi.
Il comune, oltre al capoluogo, è contraddistinto dalla presenza di numerose contrade sparse in tutto il territorio comunale. Nella frazione di Camposilvano si trova la Valle delle Sfingi, una valle con rocce affioranti  lunga quasi un chilometro, chiamata in passato "le Buse" o "valle del Bruto" dal cognome degli antichi proprietari.
La sede comunale si trova a 1087 m s.l.m., l'altitudine massima è 1434 m s.l.m., mentre quella minima è circa 700 m s.l.m. Il grado a rischio sismico è nella zona 3 (basso).

## Etimologia
L'etimo di Velo Veronese (lingua cimbra: Vellje-Feld, tedesco: Feld) è incerto, forse preromano (condiviso con Velo d'Astico nel vicentino), forse "villus" (suolo rivestito d'erba), forse "vela" (campo triangolare a forma di vela).

## Storia
Sul Monte Purga, la presenza umana affonda nella preistoria; risale all'età del Ferro e rientra nel complesso sistema dei castellieri, villaggi fortificati uniti tra loro da sentieri. In epoca romana fu poi eretto un piccolo forte, dove oggi si trova una ottocentesca cappella. In questa epoca si può ipotizzare la nascita del nucleo abitativo che darà origine al paese di Velo Veronese. È probabile che Velo come nucleo abitato fosse presente precedentemente all'editto di Bartolomeo della Scala. Il ruolo di Velo nei Tredici Comuni Veronesi fu importante, Caterina Visconti creò il Vicariato della Montagna all'inizio del XV secolo e per molto tempo, tra il XVII e il XVIII secolo, Velo fu sede del Distretto della Montagna.
La storia del paese si identifica completamente con la storia della comunità cimbra che a sua volta si inserì, o meglio si incastonò, perfettamente nel veronese seguendone le sorti. Il tutto perdendo la lingua ma mantenendo le tradizioni.

## Monumenti e luoghi d'interesse

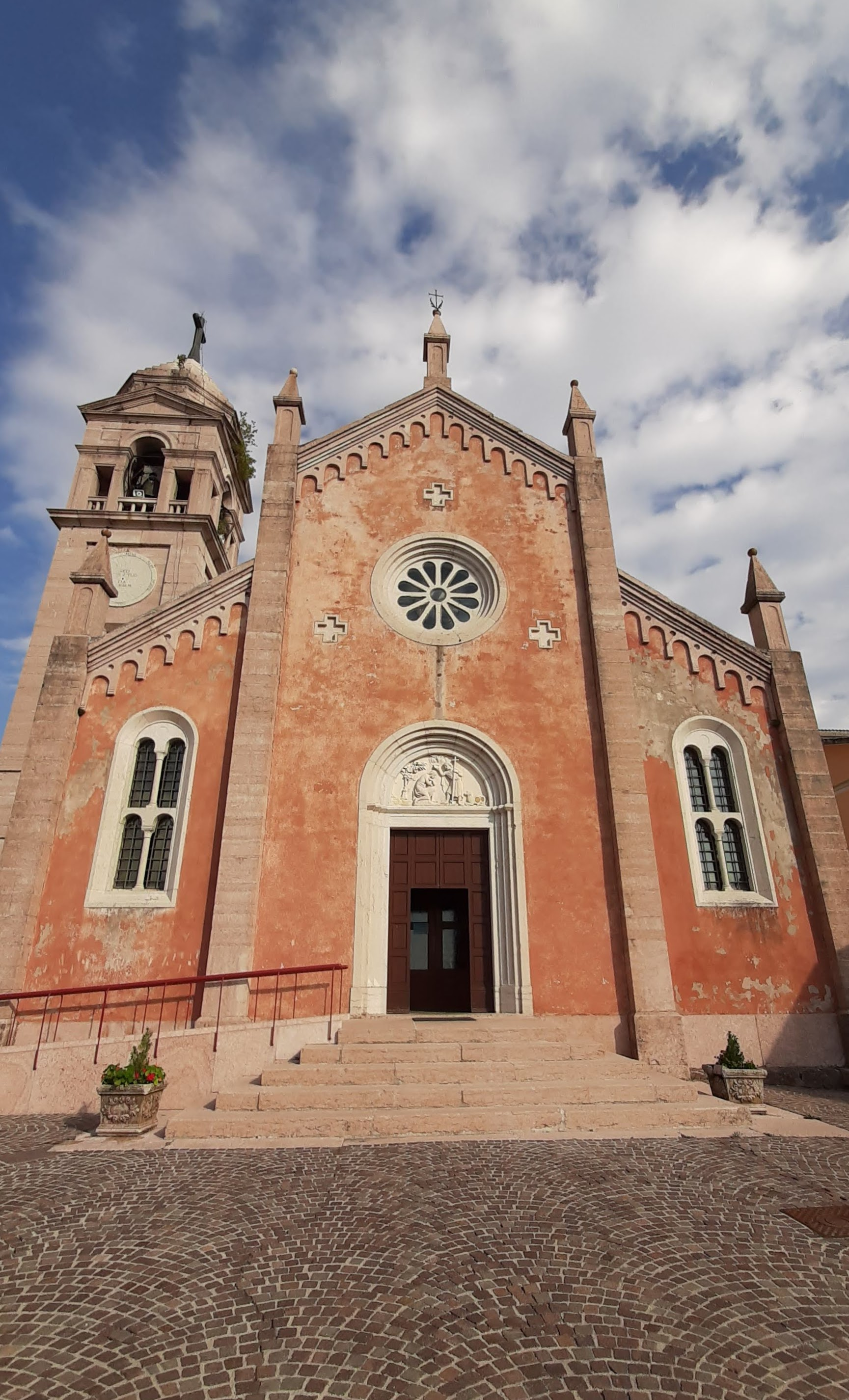
Facciata e torre campanaria della chiesa parrocchiale di S. Giovanni Battista in Velo Veronese.

- Chiesa San Giovanni Battista - XVI secolo

Opera di Donato di Lugo. All'interno un battistero ottagonale in marmo rosso del 1533. All'esterno, murati nelle pareti, si trovano alcune iscrizioni quattro e cinquecentesche ed esempi altrettanto antichi e belli della scultura popolare dei Lessini. La chiesa è dedicata al culto di san Giovanni Battista, santo particolarmente venerato nella tradizione cimbra.
- Chiesetta di San Carlo Borromeo - XVII secolo

San Carlo si narra che passò e dimorò a Camposilvano, allora uno dei 13 comuni cimbri, sulla via del Concilio di Trento. Fu costruita nel 1606 è dedicata a Lui anni prima che fosse proclamato santo.

### Fortificazioni
- Rocca del Monte Purga - XIV secolo

Resti della rocca sono tuttora visibili in cima al Monte Purga, ove ora si trova una chiesetta.

### Natura
- Covolo

A Camposilvano, si tratta di una grandissima cavità naturale nata da un crollo, totalmente esposta all'esterno, che ha la forma di un quarto di sfera irregolare con le sue misure: largo 70 metri, alto 35 metri e profondo 50 metri. Prima del crollo era una enorme cavità carsica. Nel suo interno ha un microclima di inversione termica, tanto che è possibile avere nevicate estive all'interno del Covolo. La struttura aveva una presenza umana risalente almeno a 50.000/70.000 anni prima di Cristo.
- Valle delle sfingi

Una valle con rocce affioranti lunga quasi un chilometro, ha una serie di monoliti in calcare modellati dalla disgregazione e dall'erosione. Sono allineati sul fondovalle e regolarmente distanziati l'uno dall'altro. Alcuni hanno forme particolari.

## Società

### Evoluzione demografica
Abitanti censiti

## Cultura
Il forte legame fra Velo e la storia dei Tredici Comuni si racchiude nel suo stemma. Lo stemma contiene tredici stelle che rappresentano i comuni originari. Sul suo territorio si trovano tre dei tredici iniziali: Velo, Azzarino e Camposilvano. Il territorio si è visto spopolato dal cambiamento dell'economia di un paio di secoli fa.
L'associazione culturale "Le Falie" fondata da Alessandro Anderloni dagli anni novanta ha coinvolto una parte consistente degli abitanti in attività teatrali, musicali e culturali: un coro polifonico, un coro di bambini e una compagnia teatrale che mette in scena opere originali in dialetto veronese, frutto di ricerca della storia e delle tradizioni locali. L'associazione organizza anche le rassegna teatrali e musicali "Velofestival" (estiva) e "I Filò dei Centomila" (invernale).

### Musei
- Museo Geopaleontologico

A Camposilvano, uno dei sette musei coordinati dalla comunità della Lessinia. È l'evoluzione del museo privato iniziato da Attilio Benetti. Conservava inizialmente fossili e reperti (come l'orso dei covoli di Velo) prevalentemente della zona e della Purga di Velo. Attualmente, con una politica prevalentemente di scambi, custodisce fossili provenienti da tutto il mondo.

### Manifestazioni
- Vigilia natalizia al Covolo di Camposilvano
- Festa del Monte Purga tra luglio ed agosto
- Festa di San Carlo e dell'emigrante a Camposilvano a metà luglio
- Velofestival luglio e agosto
- Festa della ricotta
- Festa della transumanza

## Geografia antropica

### Frazioni
Lo statuto comunale riporta l'elenco di tutte le cosiddette "contrade" presenti nel territorio di Velo Veronese, ovvero:
Alla Croce, al Pezzo, Ba, Baltieri, Battisteri, Belvedere, Bettola, Bortoletti, Bruschi, Brutto, Campe, Camposilvano, Castagna, Ca' Vittoria, Chiarenzi (Ciarensi), Collina, Colper, Comerlati, Cordental, Corrè, Covolo, Croce, Croce Lunga, Crudar, Cunek (Cuniche), Foi, Fondi, Fontani, Frulle di Là, Frulle di Qua, Garzon di Sopra, Garzon di Sotto, Laste, Linte, Menarecche, Menotti, Moii, Mulvese, Pozze, Prasecche, Purga, Retz (Recce), Riva, Rosaro, Salaorno, Schiavoni (S-ciaoni), Scrivazzi, Stalla, Stander (Staudri), Taioli, Taoso, Tecchie (TEcce), Tezza, Tezze di Sopra, Tezze di Sotto, Tureri, Ucchesi, Valdivelo, Valle, Valsguerza, Vandei, Vanti, Vazzo, Viaverde, Zebari.
Le contrade sono riunite in alcuni degli antichi 13 comuni cimbri, uno di questi ora frazione di Velo Veronese è "Azzarino" che raggruppava ben 17 contrade e abitazioni isolate.

## Economia
Attualmente l'economia si basa su agricoltura e trasformazioni del latte, turismo ed alcune attività artigianali.
È stata avviata la coltivazione del grano in alcuni pascoli adiacenti al paese, destinato a produrre il "Pan de Verona".

## Infrastrutture e trasporti
Il territorio di Velo Veronese è attraversato da 4 strade provinciali principali:
- la SP6 dei Lessini che ha il suo termine nella frazione di Camposilvano;
- la SP13 dei Tredici Comuni, che collega Velo con Bosco Chiesanuova a ovest e con la Val d'Illasi a est;
- la SP15 del Purga, che parte nel comune di Cerro Veronese, attraversa il comune di Roveré Veronese e termina, dopo 10 km, a Velo.
- la SP16 della Via Cara, che parte in zona pedemontana nel comune di Lavagno (13 km a est di Verona), scorre nel primo tratto della Val di Mezzane, risale l'altopiano lessinico attraversando il comune di San Mauro di Saline e termina in località Bettola di Velo Veronese.

## Amministrazione
Fa parte della Comunità montana della Lessinia, e dell'area del Parco della Lessinia. Inoltre il comune fa parte del movimento patto dei sindaci 
| Periodo     | Periodo     | Primo cittadino      | Partito              | Carica  | Note   |
| ----------- | ----------- | -------------------- | -------------------- | ------- | ------ |
| giugno 1985 | giugno 1990 | Mario Renato Varalta | Democrazia Cristiana | Sindaco | [ 9 ]  |
| giugno 1990 | aprile 1995 | Gelindo Albi         | Lista civica         | Sindaco | [ 10 ] |
| aprile 1995 | giugno 1999 | Mario Renato Varalta | Lista civica         | Sindaco | [ 11 ] |
| giugno 1999 | giugno 2004 | Franco Peroni        | Lista civica         | Sindaco | [ 12 ] |
| giugno 2004 | giugno 2009 | Franco Peroni        | Lista civica         | Sindaco | [ 13 ] |
| giugno 2009 | maggio 2014 | Emiliano Ferrari     | Lista civica         | Sindaco | [ 14 ] |
| maggio 2014 | in carica   | Mario Renato Varalta | Lista civica         | Sindaco |        |

## Galleria d'immagini

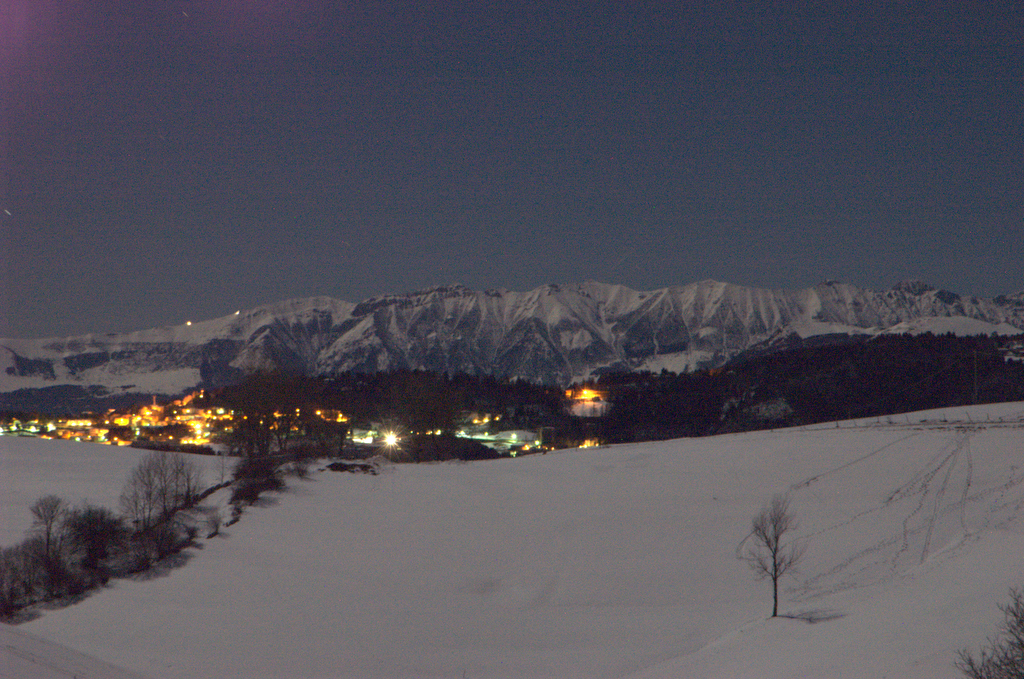
La seguente foto è stata scattata una notte di gennaio 2006, da una delle strade che da Velo Veronese porta verso le contrade a ovest.
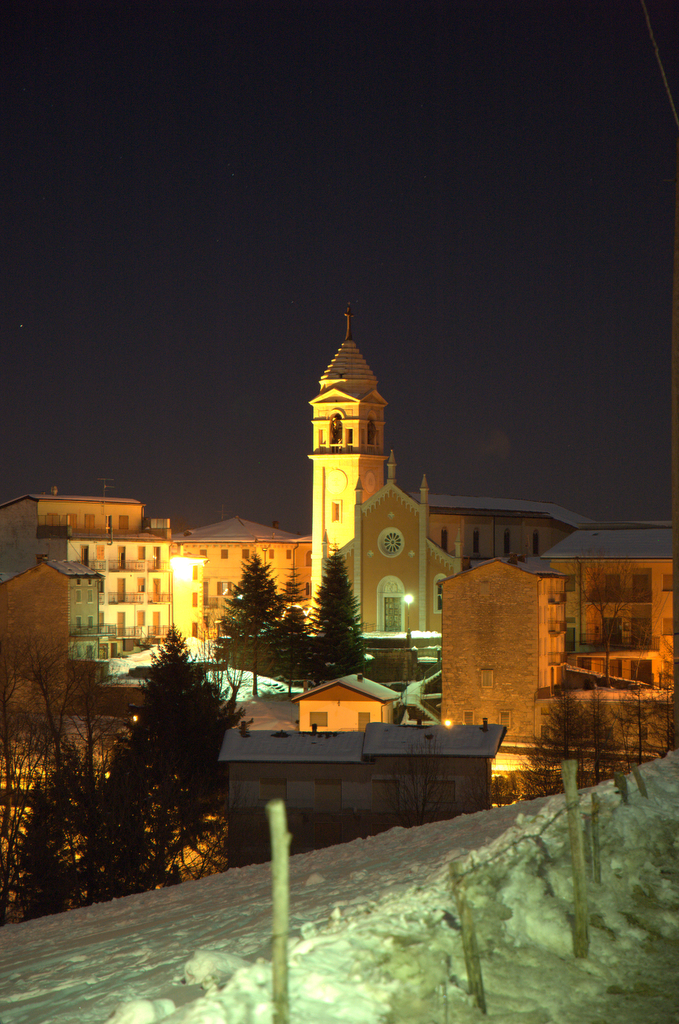
Dalla medesima posizione, obiettivo rivolto verso la chiesa parrocchiale.
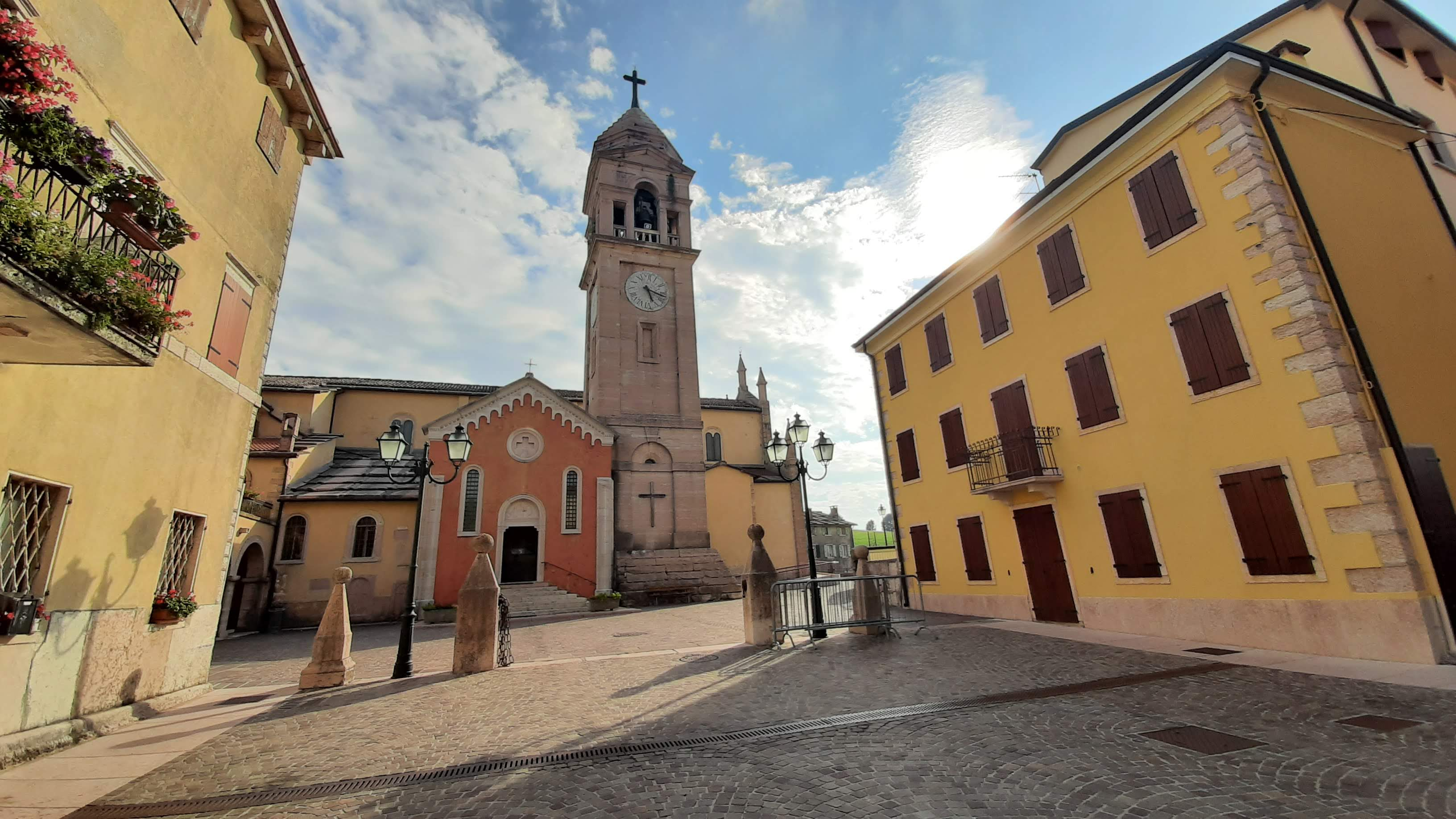
Lato nord del campanile e della chiesa parrocchiale di S. Giovanni Battista in Velo vista da piazza Vittoria.
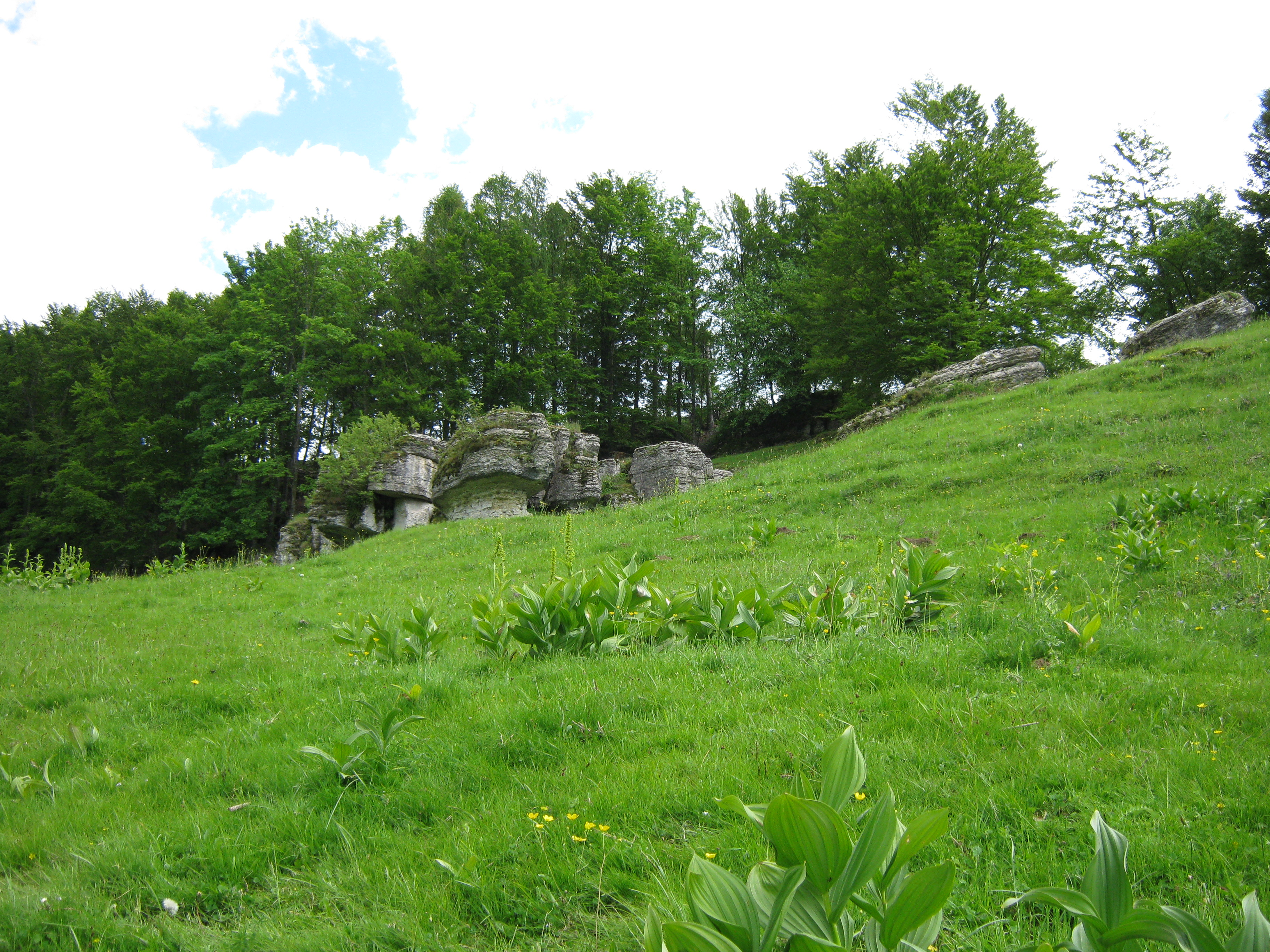
Alcune formazioni calcaree della Valle delle Sfingi, presso la frazione Camposilvano.